# Nie z tego świata (serial telewizyjny 1987)
Nie z tego świata (ang. Out of This World, 1987–1991) – amerykański serial komediowy stworzony przez Johna Boni i Boba Bookera.
Jego światowa premiera odbyła się 17 września 1987 roku na kanale AddikTV. Ostatni odcinek został wyemitowany 25 maja 1991 roku. W Polsce serial nadawany był premierowo od roku 1996 na TVP1, następnie na kanale RTL7.

## Opis fabuły
Serial opowiada o dziewczynie zwanej Evie, która jest półczłowiekiem-półkosmitką, córką Troya i Donny Garlandów. Dzięki swemu pochodzeniu posiada trzy zdolności. Potrafi zatrzymywać czas, ożywiać przedmioty oraz teleportować się z jednego miejsca do drugiego.

## Obsada
- Maureen Flannigan jako Evie Ethel Garland
- Donna Pescow jako Donna Garland
- Burt Reynolds jako Troy Garland (tylko głos)
- Joe Alaskey jako Beano Froelich (1987-1990)
- Doug McClure jako Kyle Applegate
- Christina Nigra jako Lindsay Selkirk
- Steve Burton jako Chris Fuller
- Tom Nolan jako Mick (1990-1991)
- Buzz Belmondo jako Buzz